# Caso de las salchichas

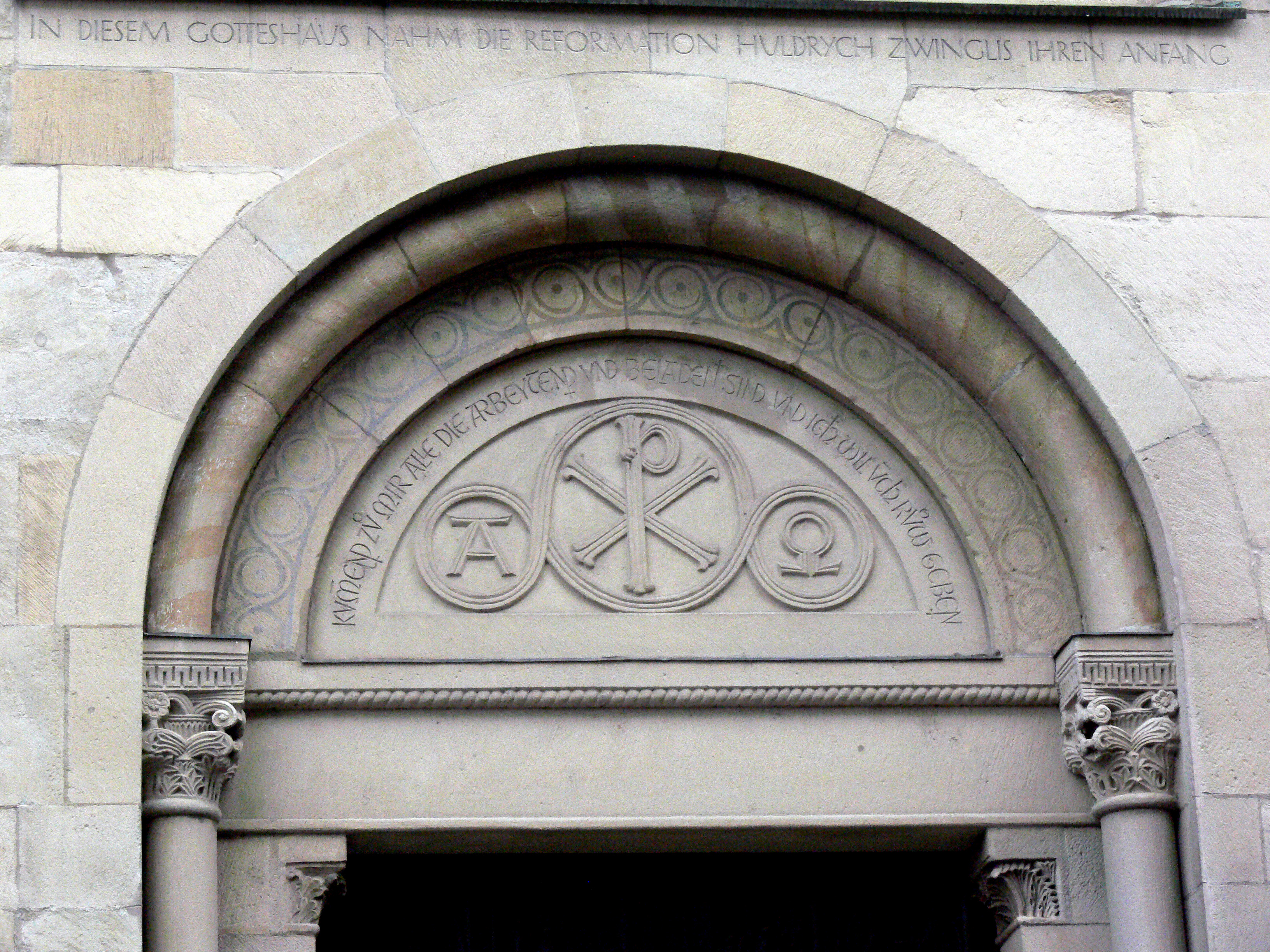
Relieve sobre el Grossmünster en Zúrich, que dice: "En esta Casa de Dios, la Reforma de Ulrico Zuinglio comenzó".

El caso de las salchichas (1522) fue el evento que provocó la Reforma protestante en Zúrich. Ulrico Zuinglio, pastor de Grossmünster en Zúrich, Suiza, encabezó el evento al hablar públicamente a favor de comer salchichas durante el ayuno de Cuaresma. El pastor defendió esta acción en un sermón llamado Von Erkiesen und Freiheit der Speisen [Con respecto a la elección y la libertad de los alimentos], en el que argumentó, desde la base de la doctrina de la sola scriptura de Martín Lutero, que «los cristianos son libres de ayunar o no ayunar porque la Biblia no prohíbe comer carne durante la Cuaresma».

## Historia

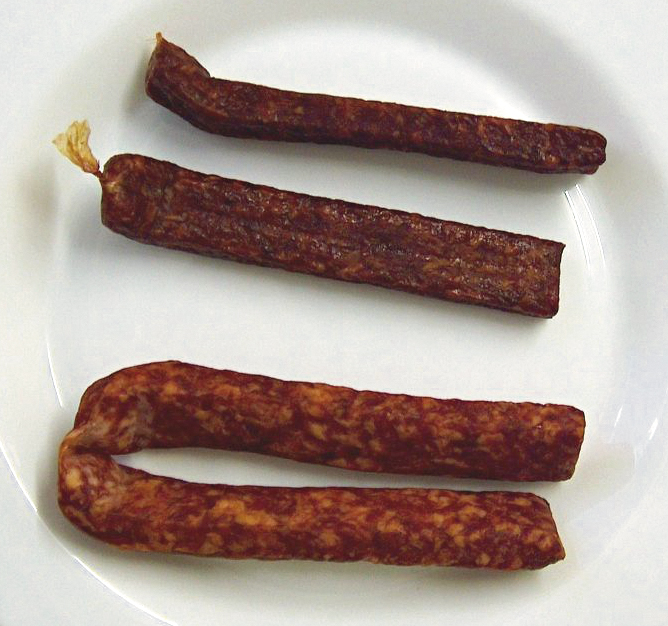
Salchichas ahumadas

Zuinglio fue pastor en Zúrich y se dedicó a la ideología de la Reforma de Martín Lutero. Su primera ruptura con las autoridades religiosas establecidas en Suiza ocurrió durante el ayuno de Cuaresma de 1522, cuando estuvo presente durante la comida de salchichas en la casa de Christoph Froschauer, un impresor de la ciudad que más tarde publicó la traducción de la Biblia de Zuinglio.
Según William Roscoe Estep, Zuinglio ya tenía convicciones orientadas a la Reforma durante algún tiempo antes del incidente. En marzo de 1522, fue invitado a participar en una cena de salchichas que Froschauer sirvió a sus trabajadores, quienes, según afirmó más tarde el mismo Froschauer, estaban agotados por la publicación de la nueva edición de las Epístolas de San Pablo, y a varios dignatarios y sacerdotes. Leo Jud, Klaus Hottinger y Lorenz Hochrütiner estuvieron presentes en la cena y luego ganaron notoriedad por su participación en la Reforma Suiza. La comida incluyó Fasnachtskiechli y algunas rodajas de salchicha dura ahumada, que había estado almacenada durante más de un año. Debido a que estaba prohibido comer carne durante la cuaresma, el evento provocó indignación pública y llevó a que Froschauer fuera arrestado.
Aunque él mismo no comió las salchichas, Zuinglio se apresuró a defender a Froschauer de las acusaciones de herejía. En un sermón titulado Von Erkiesen und Freiheit der Speisen [Con respecto a la elección y la libertad de los alimentos], argumentó que el ayuno debería ser completamente voluntario, no obligatorio. Según Michael Reeves, Zuinglio estaba avanzando en la posición de la Reforma de que la Cuaresma estaba sujeta al gobierno individual, en lugar de a la disciplina que defendía en ese momento la Iglesia Católica. El caso de las salchichas de Zúrich se interpretó como una demostración de la libertad cristiana y se considera de importancia similar para Suiza como las noventa y cinco tesis de Martín Lutero en Wittenberg para la Reforma alemana.

## Impacto
Después de enterarse de la situación, Hugo von Hohenlandenberg, el obispo de Konstanz, estaba tan escandalizado por la predicación de Zuinglio que pidió un mandato que prohibiera la predicación de cualquier doctrina de la Reforma en Suiza. Sin embargo, el daño ya estaba hecho, y Zuinglio se convirtió en una figura extremadamente popular y venerada en el protestantismo suizo, habiendo contraído y habiéndose recuperado de la peste negra y elaborado sesenta y siete tesis (similar a las noventa y cinco de Martín Lutero), que denunciaban varias creencias de larga data de la Iglesia católica. 